# Equivalent VIII
Equivalent VIII, 1966, 120 briques réfractaires, 5 x 27 x 90 ¼ pouces, parfois appelée The Bricks, est la dernière et la plus célèbre d'une série de sculptures minimalistes de Carl Andre. La sculpture se compose de 120 briques réfractaires, disposées en deux couches, dans un rectangle de 127 × 686 × 2 292 mm.

## Description
Chacune des huit sculptures de la série Equivalent d'Andre consiste en une disposition rectangulaire de 120 briques réfractaires. Bien que la forme de chaque sculpture soit différente, elles ont toutes la même hauteur, la même masse et le même volume, et sont donc « équivalentes » les unes aux autres.
Construit en 1966, Equivalent VIII a été acheté par la Tate Gallery en 1972 pour 6 000 $ (à l'époque 2 297 £), soit la moitié du prix de 1966. Comme aucune des pièces n'avait été vendue lors de l'exposition de la galerie à New York, Andre avait retourné les briques originales pour être remboursé. De nouvelles briques ont donc été achetées et expédiées au Royaume-Uni, accompagnées d'instructions sur la façon de les disposer.
Lors de sa première exposition à la Tate Gallery de Millbank en 1974 et 1975, elle n'a pas suscité de grandes réactions. Cependant, en février 1976, alors qu'elle n'était pas exposée, l'œuvre a fait l'objet de nombreuses critiques dans la presse, car on avait l'impression que l'argent des contribuables avait été dépensé pour payer un prix exagéré pour une collection de briques. Les briques ont également été endommagées par Peter Stowell-Phillips, un chef cuisinier qui les a recouvertes de colorant alimentaire bleu. L'achat a également été critiqué pour n'avoir acheté qu'une seule des séries de huit compositions, supprimant ainsi le contexte de leur « équivalence », et pour ne pas avoir expliqué autrement le concept de la pièce.
L'œuvre est aujourd'hui conservée à la Tate Modern, à Bankside.